# Asthenargus marginatus
Asthenargus marginatus là một loài nhện trong họ Linyphiidae.
Loài này thuộc chi Asthenargus. Asthenargus marginatus được Herman Theodor Holm miêu tả năm 1962.